# Alexandre Fok
Alexandre Viktorovitch Fok, en russe Александр Викторович Фок, né le 25 août (6 septembre) 1843 et mort en 1926, est un général russe qui participa au siège de Port-Arthur.

## Biographie
Alexandre Fok sortit en 1864 de l'Académie militaire Constantin. Entre 1871 et 1876, il servit dans le Corps spécial de Gendarmes, puis participa à la guerre russo-turque de 1877-1878.
Dans les années 1890, il commanda au sein du 16e régiment de tirailleurs de Sa Majesté. À partir de 1900, il fut nommé au commandement de la 16e brigade des tirailleurs de l'armée de Sibérie orientale et participa au combat contre la révolte des Boxers en Chine.
Pendant la guerre russo-japonaise, il commanda la 4e division des tirailleurs de Sibérie orientale qui défendit Port-Arthur pendant le siège de la base navale par les forces du général Nogi.
Il fut décoré en octobre 1904 de l'Ordre de Saint-Georges de 4e classe.
Après la mort du général Kondratenko, tué par les bombes japonaises au fort de Chikuan, il fut nommé par le général Stössel commandant de la forteresse.
Il négocia la capitulation de Port-Arthur avec ce dernier, ce qui lui valut de passer en cour martiale. En 1908, il fut exclu de l'armée impériale, mais il prit part à la guerre en Bulgarie en 1912-1913 comme général dans l'armée bulgare.

## Sources
- (ru) article Wikipedia en russe